# Susłogon
Susłogon (Urocitellus) – rodzaj ssaków z podrodziny afrowiórek (Xerinae) w obrębie rodziny wiewiórkowatych (Sciuridae). 

## Rozmieszczenie geograficzne
Rodzaj obejmuje gatunki występujące w Ameryce Północnej oraz w północno-wschodniej Azji.

## Morfologia
Gatunki zaliczone do Urocitellus charakteryzują się dłuższym włosem sierści, oraz mniejszym wymiarem czaszki niż przedstawiciele Cynomys (nieświszczuk) i Marmota (świstak). Są większe od gatunków siostrzanego rodzaju Xerospermophilus. Pod względem morfologicznym największe podobieństwo zachowują do gatunków z rodzaju Spermophilus (sensu stricto). Długość ciała (bez ogona) 153,3–337 mm, długość ogona 32–140 mm; masa ciała 82–683 g.

## Systematyka
Rodzaj zdefiniował w 1927 roku rosyjski zoolog Siergiej Oboleński w artykule zatytułowanym Wstępne badanie palearktycznych wiewiórek naziemnych (r. Citellus i Spermophilopsis), opublikowanym w czasopiśmie „Dokłady Akadiemii Nauk SSSR”. Gatunkiem typowym jest (oryginalne oznaczenie monotypowe) (oryginalne oznaczenie) susłogon falisty (U. undulatus). Wcześniejsza nazwa którą ukuł w 1817 roku francusko-amerykański przyrodnik Constantine Samuel Rafinesque okazała się młodszym homonimem rodzaju chrząszczy opisanego w 1807 roku.

### Etymologia
- Anisonyx: gr. ανισος anisos ‘nierówny’, od negatywnego przedrostka αν- an-; ισος isos ‘równy’; ονυξ onux, ονυχος onukhos ‘pazur’[9]. Gatunek typowy (oznaczenie monotypowe): Anisonyx brachiura Rafinesque, 1817 (= Arctomys columbianus Ord, 1815).
- Urocitellus: gr. ουρα oura ‘ogon’; rodzaj Citellus Oken, 1816 (suseł)[2].

### Podział systematyczny
Na podstawie badań filogenetycznych z rodzaju Spermophilus (sensu lato) wydzielono 12 gatunków i zgrupowano je w rodzaju Urocitellus. Do rodzaju należą następujące występujące współcześnie gatunki:
| Grafika | Gatunek                  | Autor i rok opisu     | Nazwa zwyczajowa       | Podgatunki         | Rozmieszczenie geograficzne | Podstawowe wymiary                             | Status IUCN |
| ------- | ------------------------ | --------------------- | ---------------------- | ------------------ | --- | ---------------------------------------------- | ----------- |
|         | Urocitellus brunneus     | (A.H. Howell, 1928)   | susłogon brunatny      | 2 podgatunki       | endemit Stanów Zjednoczonych: Idaho (hrabstwa Valley, Adams, Washington, Payette i Gem); zakres wysokości: 670–1550 m n.p.m. | DC: 17,4–18 cm DO: około 5,5 cm MC: 117–119 g  | EN          |
|         | Urocitellus townsendii   | (Bachman, 1839)       | susłogon płowy         | 2 podgatunki       | endemit Stanów Zjednoczonych: Waszyngton (dolina rzeki Yakima) | DC: 20–23 cm DO: 3,2–5,4 cm MC: 125–174 g      | VU          |
|         | Urocitellus mollis       | (Kennicott, 1863)     | susłogon pajucki       | gatunek monotypowy | endemit Stanów Zjednoczonych: południowo-wschodni Oregon, południowe Idaho, wschodnia Kalifornia, Nevada i zachodnie Utah; zakres wysokości: – m n.p.m.                                                                                        | DC: 15,6–19,3 cm DO: 4,5–6 cm MC: 82–205 g     | LC          |
|         | Urocitellus idahoensis   | (C.H. Merriam, 1913)  |                        | 2 podgatunki       | endemit Stanów Zjednoczonych: obszar równiny rzeki Snake w południowo-środkowym Idaho | DC: 15,4–18,5 cm DO: 4–6,2 cm MC: 82–205 g     | NE          |
|         | Urocitellus canus        | (C.H. Merriam, 1898)  | susłogon siwy          | 2 podgatunki       | endemit Stanów Zjednoczonych: wschodni Oregon, południowo-zachodnie Idaho, skrajnie północno-wschodnia Kalifornia i północno-zachodnia Nevada                                                                                                  | DC: 15,3–16 cm DO: 3,8–4,1 cm MC: około 154 g  | LC          |
|         | Urocitellus washingtoni  | (A.H. Howell, 1938)   | susłogon waszyngtoński | gatunek monotypowy | endemit Stanów Zjednoczonych: Wyżyna Kolumbii (wschodni Waszyngton i północno-wschodni Oregon); zakres wysokości: 90–450 m n.p.m. | DC: 18,5–24 cm DO: 3,2–6,5 cm MC: około 210 g  | NT          |
|         | Urocitellus beldingi     | (C.H. Merriam, 1888)  | susłogon łąkowy        | 3 podgatunki       | endemit Stanów Zjednoczonych: wschodni Oregon, południowo-zachodnie Idaho, północno-wschodnia i północno-środkowa Kalifornia oraz północna Nevada                                                                                              | DC: 20–21 cm DO: 6,3–6,5 cm MC: 229–265 g      | LC          |
|         | Urocitellus armatus      | (Kennicott, 1863)     | susłogon bylicowy      | gatunek monotypowy | endemit Stanów Zjednoczonych: południowo-zachodnia Montana, południowo-wschodnie Idaho i zachodni Wyoming do południowo-środkowego Utah | DC: około 22 cm DO: 6,9–7,2 cm MC: 347–394 g   | LC          |
|         | Urocitellus columbianus  | (Ord, 1815)           | susłogon rudoczelny    | 2 podgatunki       | Kanada (południowo-wschodnia Kolumbia Brytyjska i zachodnia Alberta) oraz Stany Zjednoczone (wschodni Waszyngton, północne i środkowe Idaho, zachodnia Montana i północno-wschodni Oregon); zakres wysokości: 210–2410 m n.p.m.                | DC: 25–26 cm DO: 8,4–10,1 cm MC: 442–490 g     | LC          |
|         | Urocitellus richardsonii | (Sabine, 1822)        | susłogon preriowy      | gatunek monotypowy | północne Wielkie Równiny w Kanadzie (południowa Alberta na wschód do południowej Manitoby i północnych Stanach Zjednoczonych (na południe do Montany, północno-wschodniej Dakoty Południowej i skrajnie północno-zachodniego Idaho)            | DC: 26–34 cm DO: 5,5–8,8 cm MC: 120–745 g      | LC          |
|         | Urocitellus elegans      | (Kennicott, 1863)     | susłogon strojny       | 3 podgatunki       | endemit Stanów Zjednoczonych: rozłącznie w południowo-zachodniej Montanie, południowo-wschodnim Oregonie, Idaho, północnej Nevadzie, północno-wschodnim Utah, północnym i zachodnim Kolorado oraz skrajnie zachodniej Nebrasce                 | DC: około 20 cm DO: około 7,3 cm MC: 284–330 g | LC          |
|         | Urocitellus parryii      | (J. Richardson, 1825) | susłogon arktyczny     | 10 podgatunków     | Rosja (północno-wschodnia Syberia, Stany Zjednoczone (Alaska, Wyspa Świętego Wawrzyńca, Wyspy Szumagina i Kodiak) oraz Kanada (na wschód do Zatoki Hudsona, na południe do północnej Kolumbii Brytyjskiej); zakres wysokości: do 1400 m n.p.m. | DC: 26–27 cm DO: 8,8–11 cm MC: 524–673 g       | LC          |
|         | Urocitellus undulatus    | (Pallas, 1778)        | susłogon falisty       | 6 podgatunków      | Tienszan i Ałtaj, Zabajkale, północno-wschodnia Syberia oraz rzeka Amur (wschodni Kazachstan, Rosja, Mongolia oraz północno-zachodnia i północno-wschodnia Chińska Republika Ludowa)                                                           | DC: 21–31 cm DO: 10–14 cm MC: 250–580 g        | LC          |

Kategorie IUCN:  LC  – gatunek najmniejszej troski,  NT  – gatunek bliski zagrożenia,  VU  – gatunek narażony,  EN  – gatunek zagrożony, ;  NE  – gatunki niepoddane jeszcze ocenie.
Opisano również gatunki wymarłe:
- Urocitellus cragini (Hibbard, 1941)[14] (Stany Zjednoczone; plejstocen)
- Urocitellus glacialis (Vinogradov, 1948)[15] (Rosja; plejstocen)
- Urocitellus itancinicus (Zazhigin, 1966)[16] (Rosja; plejstocen)
- Urocitellus superciliosus (Kaup, 1839)[17] (Czechy; plejstocen)